# Gare de Breuil - Romain
Pour les articles homonymes, voir Gare de Breuil.
La gare de Breuil - Romain est une gare ferroviaire française de la ligne de Soissons à Givet, située sur le territoire de la commune de Breuil-sur-Vesle, à proximité de Romain, dans le département de la Marne en région Grand Est. 
C'est une halte voyageurs de la Société nationale des chemins de fer français (SNCF), desservie par des trains TER Grand Est.

## Situation ferroviaire
Établie à 71 mètres d'altitude, la gare de Breuil - Romain est située au point kilométrique (PK) 31,9 de la ligne de Soissons à Givet entre les gares de Magneux - Courlandon et de Jonchery-sur-Vesle.
Elle dépend de la région ferroviaire de Reims. Elle dispose de deux voies principales (V1 et V2) et de deux quais d'une « longueur continue maximale » (longueur utile) de 99 m pour le quai X de la voie V1 et de 96 m pour le quai Y de la voie V2.

## Histoire
La section de Soissons à Reims de la ligne de Soissons à Givet est mise en service le 16 avril 1862.

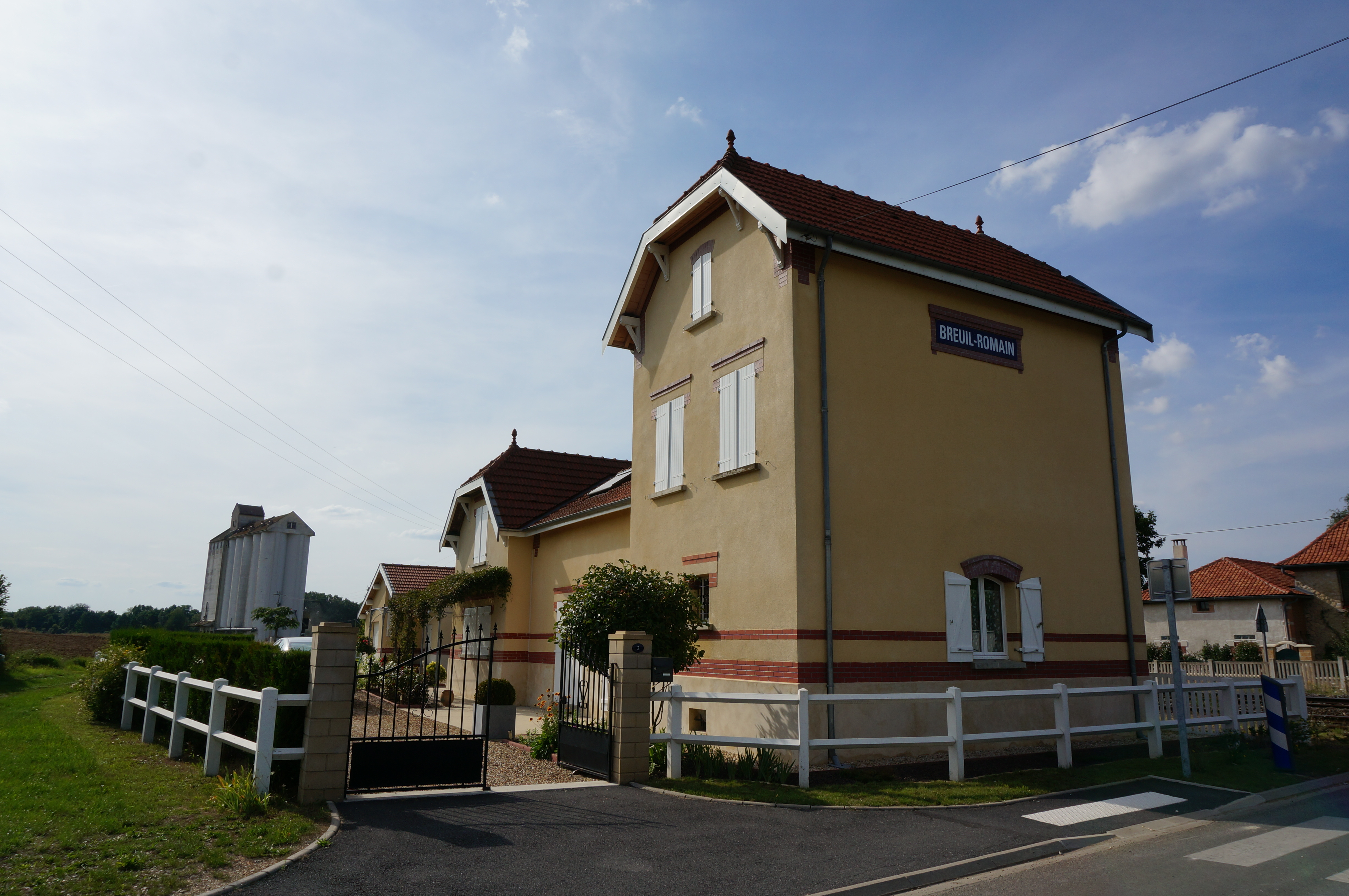
L'ancien bâtiment voyageurs.

Elle était également desservie par une ligne du C.B.R.
L’ancienne gare, est une halte type « Reconstruction » construite après la Première Guerre mondiale ; désaffectée par la SNCF, elle est actuellement une maison d'habitation privée.
Les quais ont été déplacés de l'autre côté du passage à niveau[Quand ?].
Par rapport aux haltes de ce type, le bâtiment de Breuil - Romain se distingue par la présence d'une troisième aile sous toiture transversale, à l'autre extrémité.

## Fréquentation
Selon les estimations de la SNCF, la fréquentation annuelle de la gare figure dans le tableau ci-dessous.
| Année     | 2015   | 2016   | 2017   | 2018   | 2019   | 2020   | 2021   | 2022   | 2023   | 2024   |
| --------- | ------ | ------ | ------ | ------ | ------ | ------ | ------ | ------ | ------ | ------ |
| Voyageurs | 23 285 | 13 118 | 13 838 | 13 976 | 19 333 | 22 209 | 25 289 | 33 261 | 41 472 | 43 925 |

## Service des voyageurs

### Accueil
Halte SNCF, c'est un point d'arrêt non géré (PANG) à entrée libre.

### Desserte
Breuil - Romain est desservie par les trains du réseau TER Grand Est, qui effectuent des missions entre les gares de Fismes et de Reims.

### Intermodalité
Un parking pour les véhicules est aménagé.